# Tetragnatha viridorufa
Tetragnatha viridorufa là một loài nhện trong họ Tetragnathidae.
Loài này thuộc chi Tetragnatha. Tetragnatha viridorufa được miêu tả năm 1921 bởi Gravely.